# Euphrasia insignis
Euphrasia insignis är en snyltrotsväxtart. Euphrasia insignis ingår i släktet ögontröster, och familjen snyltrotsväxter.

## Underarter
Arten delas in i följande underarter:
- E. i. iinumae
- E. i. insignis
- E. i. idzuensis
- E. i. japonica
- E. i. kiusiana
- E. i. makinoi
- E. i. nummularia
- E. i. omiensis
- E. i. pubigera
- E. i. togakusiensis

## Bildgalleri

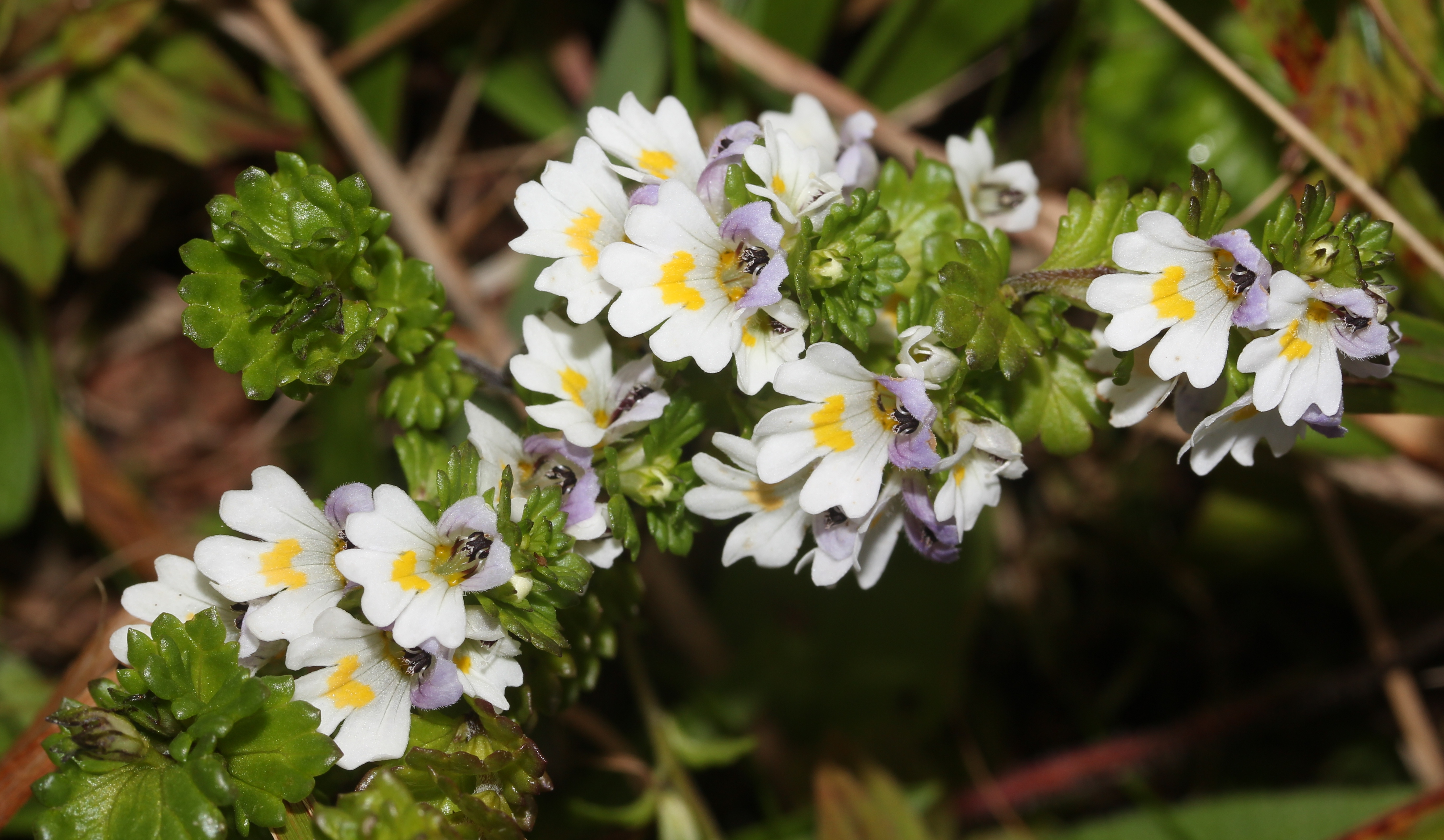
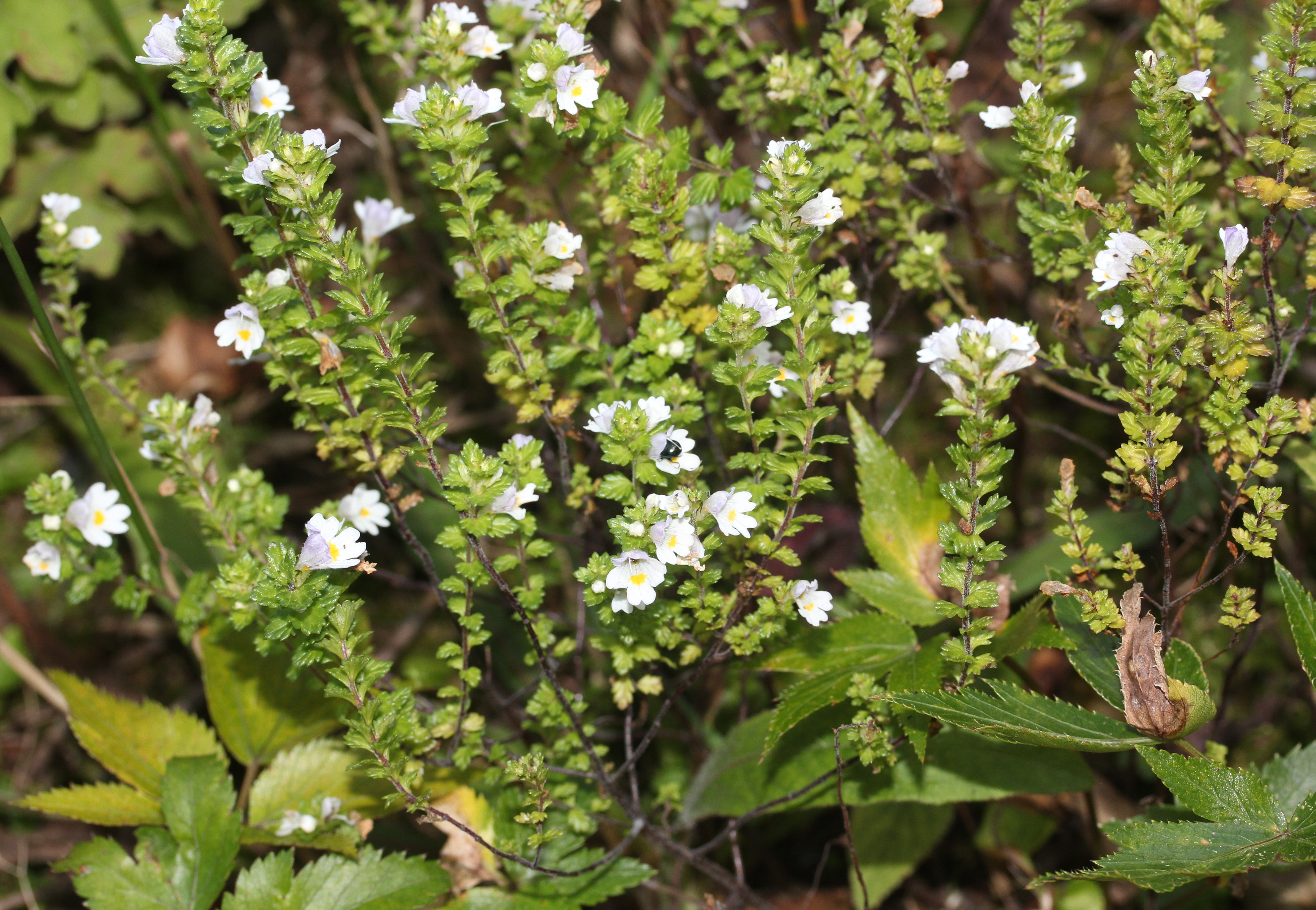
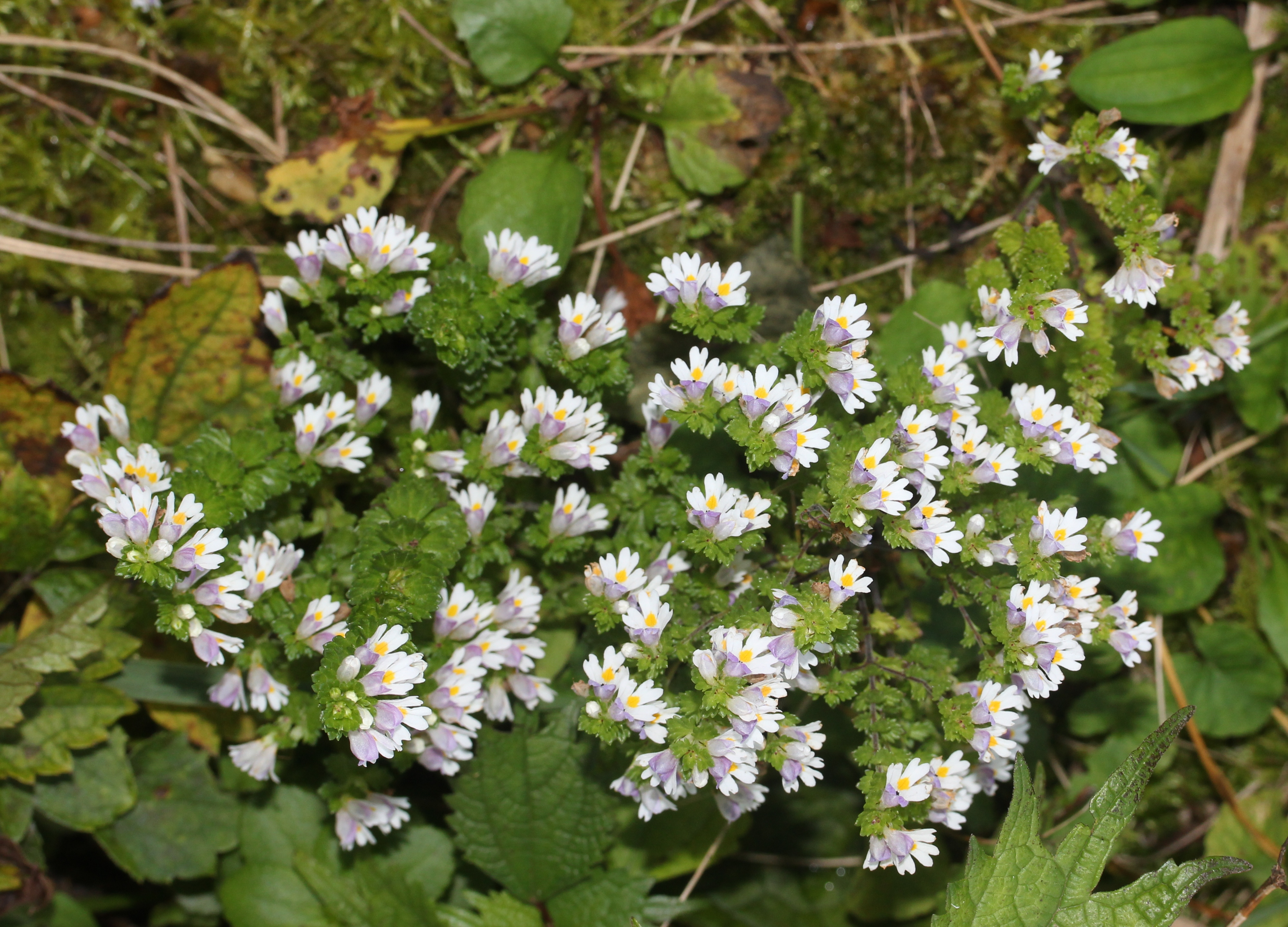